# Sant Pere Màrtir d'Agulló
Sant Pere Màrtir d'Agulló és una ermita d'Agulló, al municipi d'Àger (Noguera) inclosa a l'Inventari del Patrimoni Arquitectònic de Catalunya.

## Descripció
Ermita de planta rectangular molt restaurada.
La façana principal té una porta amb llinda de carreus de pedra, una finestra a sobre i el remat d'una espadanya.
La coberta antiga és de lloses de pedra i els murs de carreus de pedra reblats han estat rejuntats amb morter de ciment pòrtland.
Una pavimentació amb lloses de pedra al voltant destaca l'excés de restauració.